# Luchtreclame

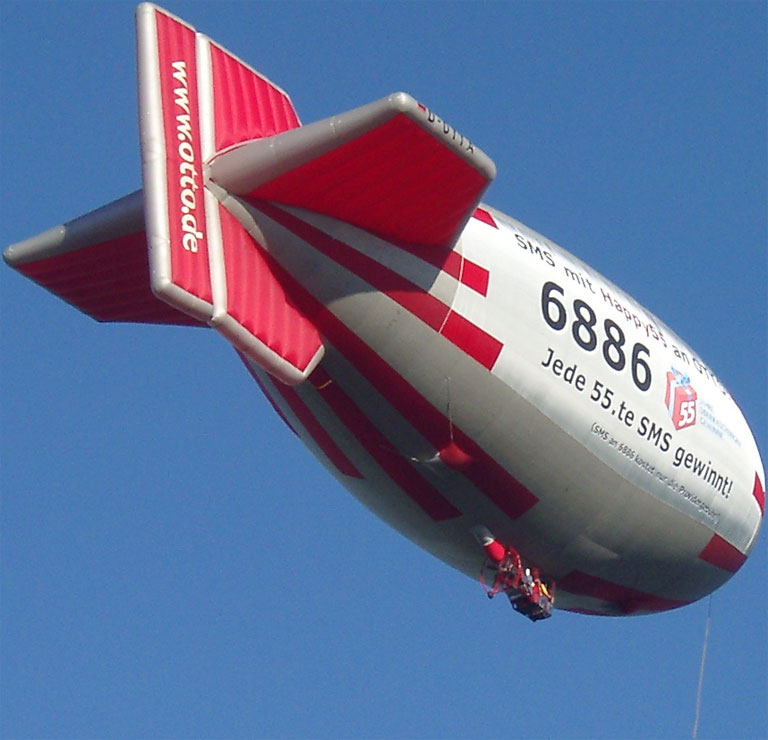
Blimp met reclame

Luchtreclame is een vorm van reclame die gebruikmaakt van luchtvaartuigen: vliegtuigen, luchtballons, blimps of met kabelballons. Daarbij gebruikt men verschillende technieken waaronder het beschilderen van de romp van een vliegtuig, het slepen van een spandoek, of het vormen van letters in de lucht met behulp van witte rook (skywriting).

## Vliegtuigen

### Letterspandoek
De meeste gevlogen vorm van luchtreclame in Nederland zijn de zwarte en rode teksten tot een lengte van 28 tekens. Luchtreclamebedrijven hebben een magazijn van honderden tekens zodat ze in een uur elke gewenste tekst kunnen samenstellen. De letters zijn herbruikbaar en kunnen tientallen uren gebruikt worden. Doordat er over vrijwel elke locatie in Nederland gevlogen kan worden wordt luchtreclame gebruikt voor reclame-uitingen maar ook wel voor felicitaties en huwelijksaanzoeken. In Nederland vertrekken de meeste vluchten vanaf het centraal vliegveld Teuge.

### Spandoeken
Slepen van een spandoek met een reclameleus (een zogenaamde reclamesleep) gebeurt met een licht sportvliegtuig. Het sleepvliegtuig heeft een touw met een haak achter het vliegtuig, en vliegt laag boven de grond om met de haak de sleep op te pikken. Hiertoe moeten vaak meerdere pogingen ondernomen worden, en het is niet zonder gevaar. Een ULM kan direct met een spandoek  opstijgen. Parachutespringers en paramotors slepen soms ook een klein spandoek mee.

### Beschildering
Het beschilderen van de romp van (verkeers)vliegtuigen met opvallende en kleurrijke reclame voor een bedrijf, product of evenement wordt veel toegepast. Dergelijke vliegtuigen noemt men wel "logojets". Natuurlijk is deze reclame slechts zichtbaar als het vliegtuig op de grond staat of op lage hoogte vliegt. Dergelijke vliegtuigen zijn populair bij spotters en foto's ervan verschijnen in de luchtvaartpers. Ook kleinere vliegtuigen die op luchtshows optreden met luchtacrobatiek, wingwalkers of die aan luchtraces deelnemen, zijn vaak voorzien van reclame.

### Luchtschrijven
Luchtschrift of skywriting gebeurt met een klein vliegtuig, uitgerust met een rookverspreider die een witte rookpluim achterlaat, terwijl de piloot voorafbepaalde figuren vliegt en tegelijk de rook op de gepaste momenten in- en uitschakelt, zodat er een boodschap aan het uitspansel verschijnt. De rook is afkomstig van paraffineolie die in de hete uitlaatgassen van de motor verdampt en een dichte witte rookpluim vormt; het is dus geen condensspoor. Deze techniek is beperkt tot vrij korte boodschappen; de rook vervluchtigt anders voordat de piloot klaar is met zijn opdracht. Voor één letter is soms bijna een minuut nodig. Uiteraard kunnen meerdere vliegtuigen samenwerken, waarbij elk toestel een gedeelte van de boodschap voor zijn rekening neemt. Luchtschrijven gebeurt op grotere hoogte (tussen 3000 en 5000 meter), waar de rook langer blijft hangen. Bij gunstige weersomstandigheden kan een boodschap tot 20 minuten zichtbaar zijn.
Men ziet dit vooral op zonnige dagen boven het strand (waar veel mensen op hun rug liggen).

## Luchtballonnen
Heteluchtballonnen zijn vaak beschilderd met een logo of hebben een speciale vorm die refereert aan een bepaald product.

## Blimps
Blimps (luchtschepen) kunnen net als vliegtuigen beschilderd zijn op de romp. Net als heteluchtballons hebben zij het voordeel boven logojets dat ze laag vliegen en met een lage snelheid, zodat de reclame steeds goed zichtbaar is. Soms zijn op de romp led-lampjes aangebracht waarmee 's avonds of 's nachts een lichtkrant kan gevormd worden.
Er bestaan telegeleide "miniblimps" van enkele meters lengte, die in sporthallen en overdekte stadions kunnen rondvliegen om reclame te maken voor, na of tijdens de rust van een wedstrijd.

## Kabelballons
Een andere mogelijkheid, vaak toegepast bij evenementen, is een onbemande kabelballon. Daaronder hangt soms een spandoek. Zo'n kabelballon heeft vaak de vorm van een luchtschip en wordt dan ook ten onrechte wel zeppelin genoemd.

## Foto's

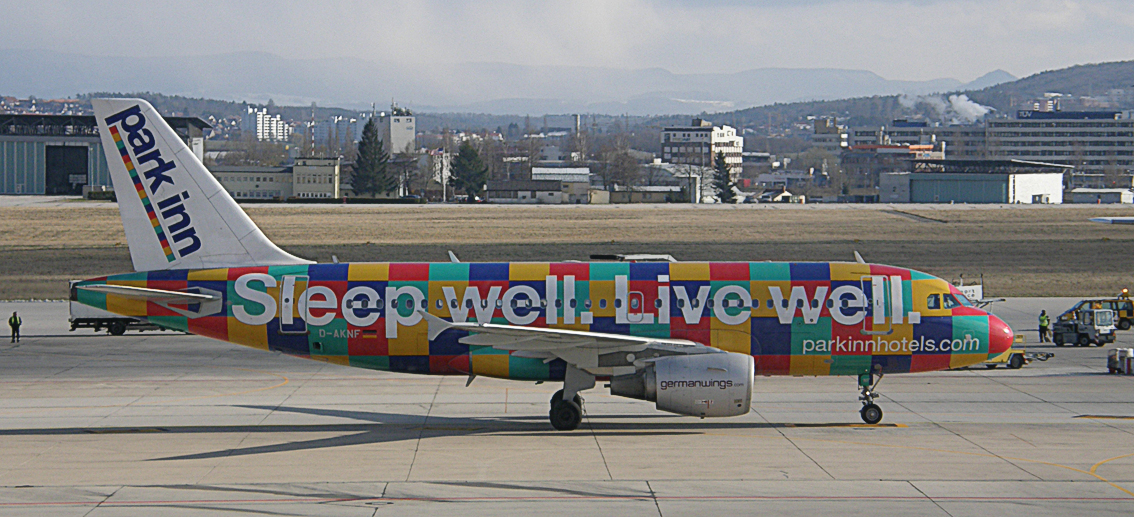
Germanwings Airbus A319 beschilderd met reclame
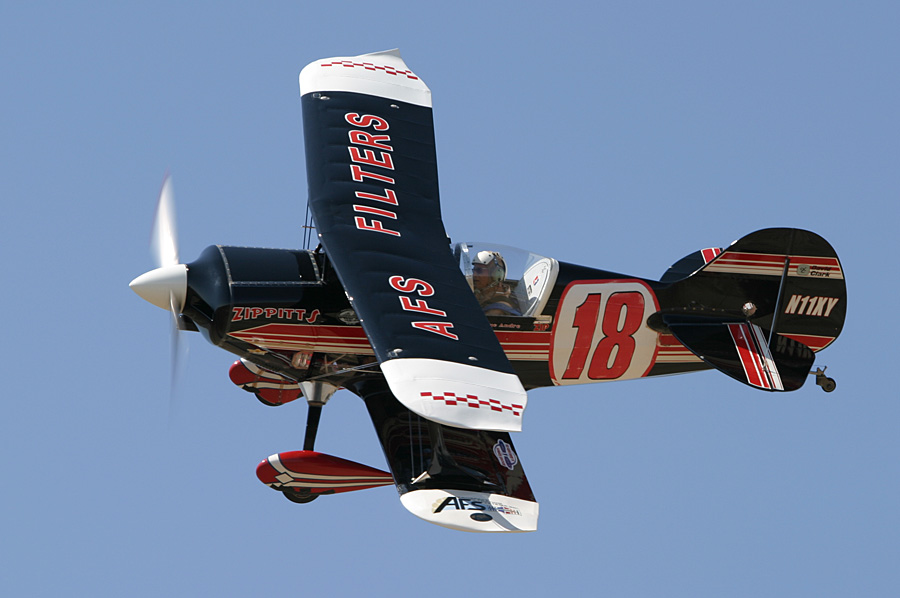
Pitts tweedekker voor luchtacrobatiek
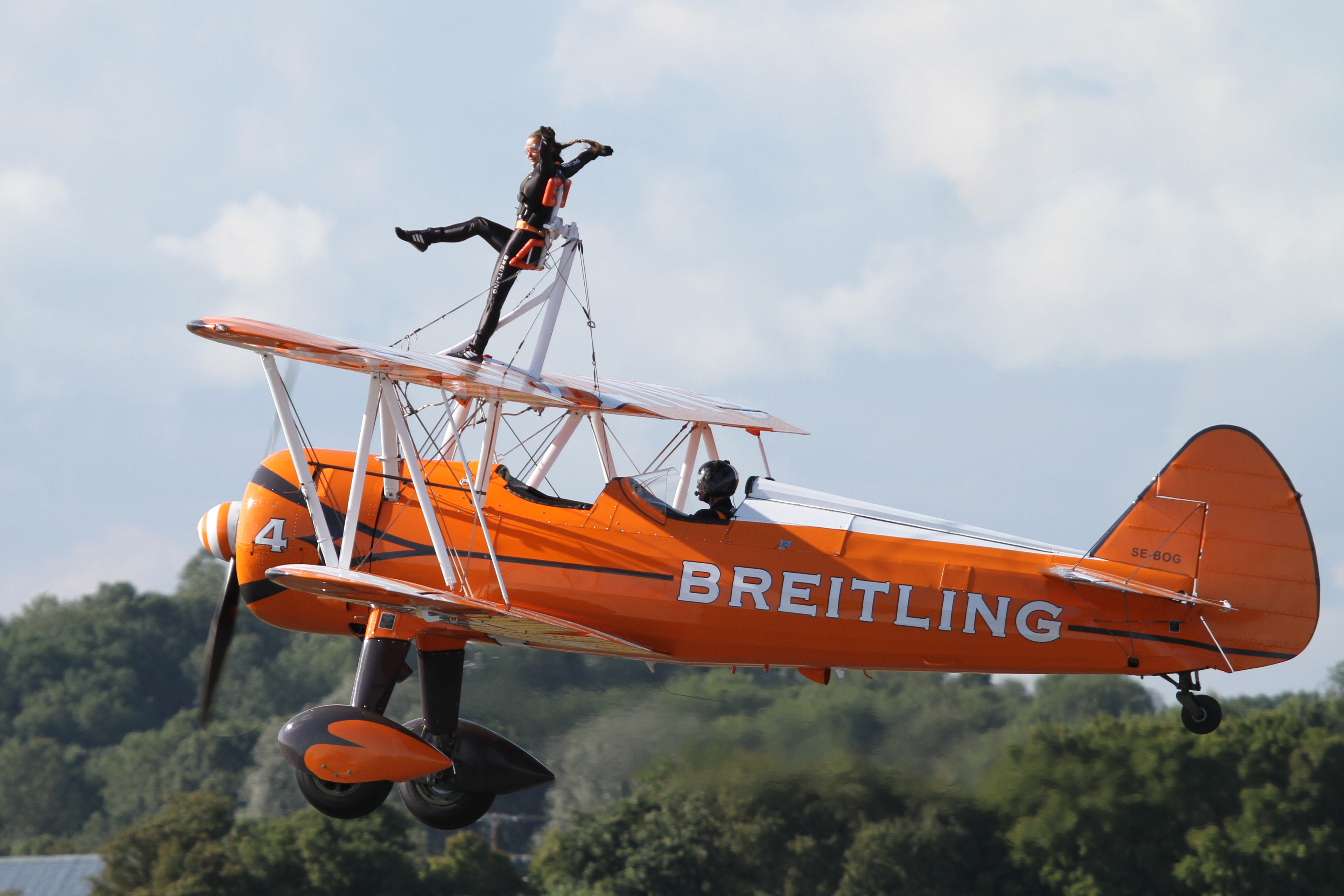
Wingwalker gesponsord door Breitling
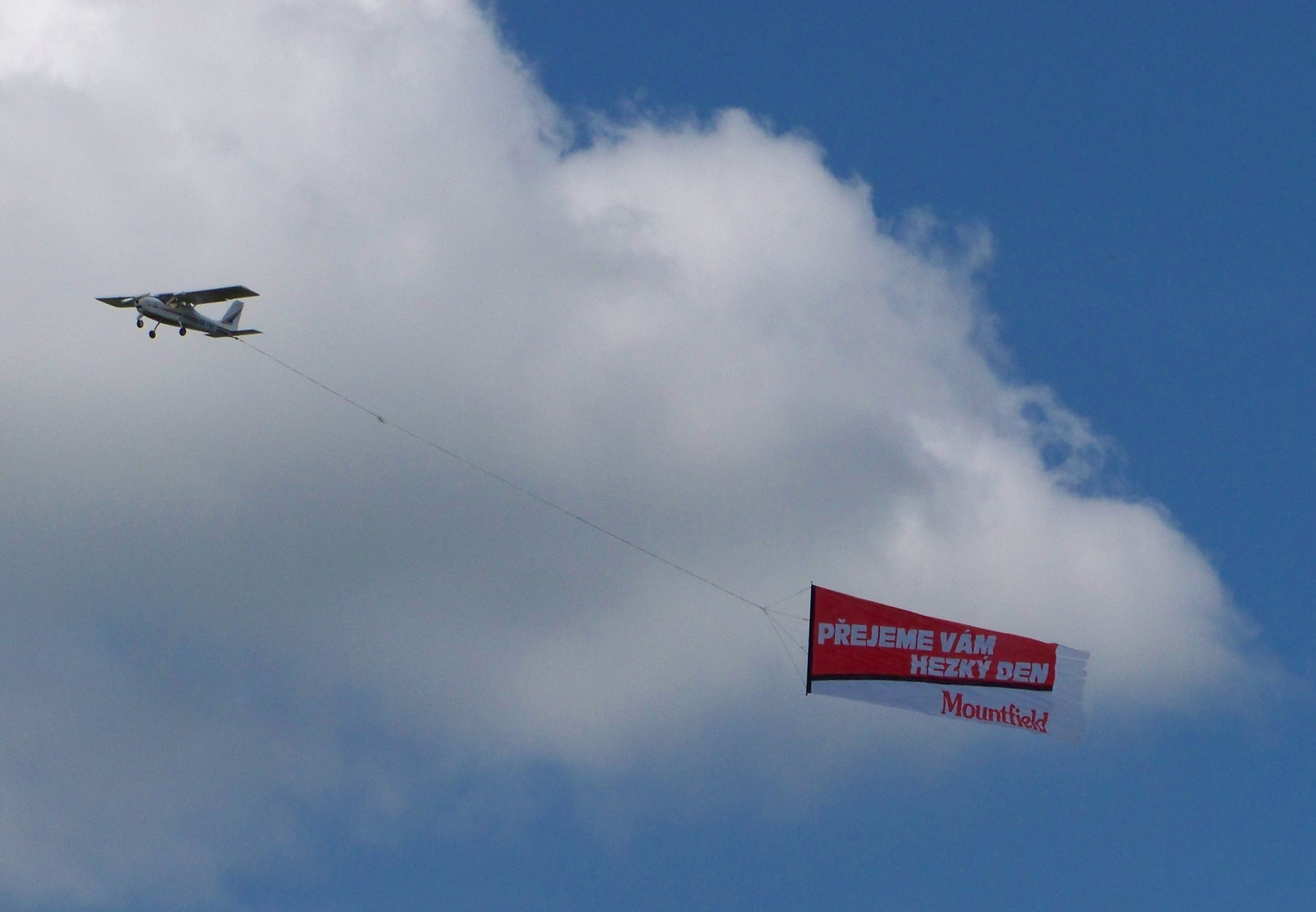
Slepen van een spandoek met een reclameslogan
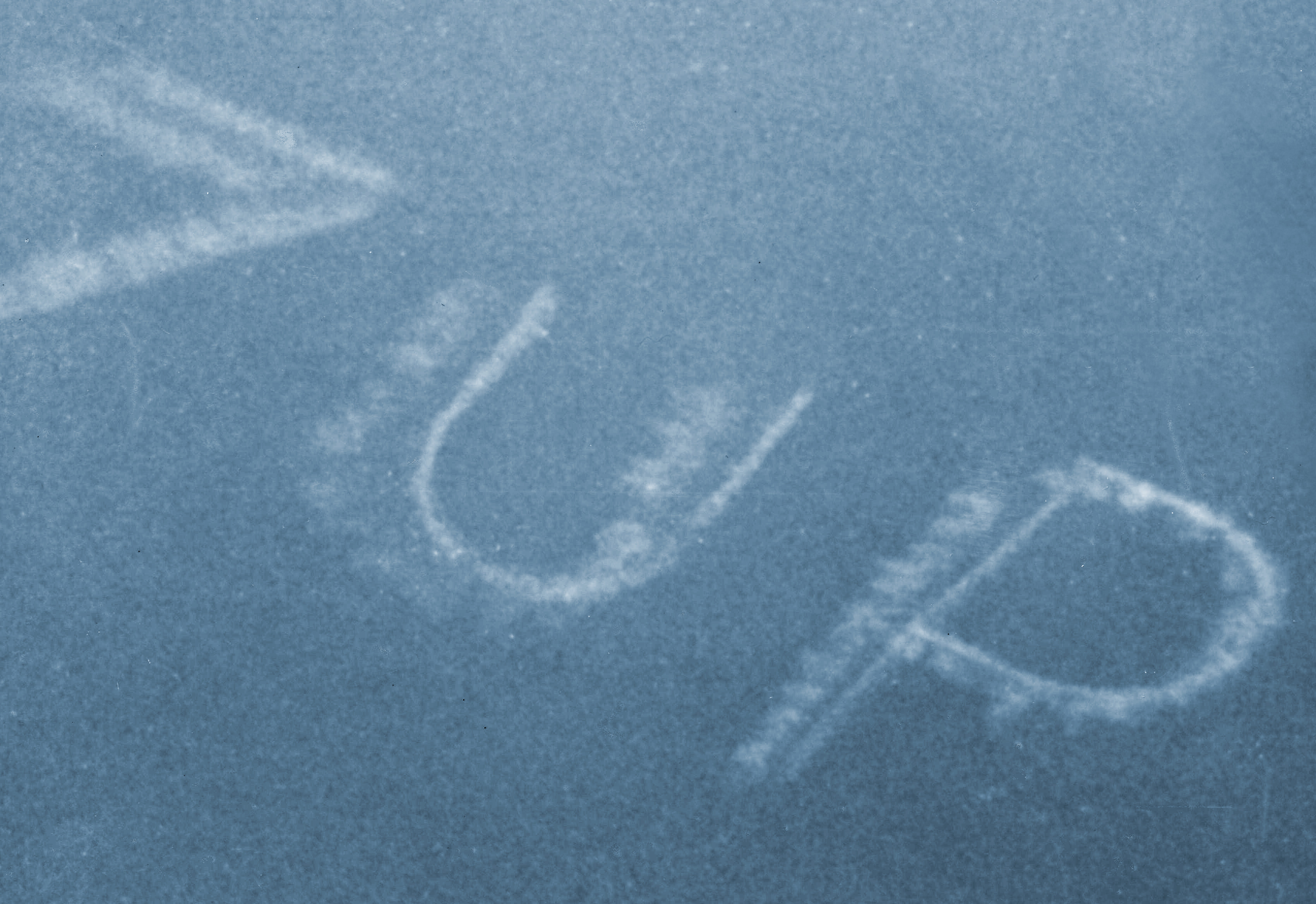
Luchtschrift
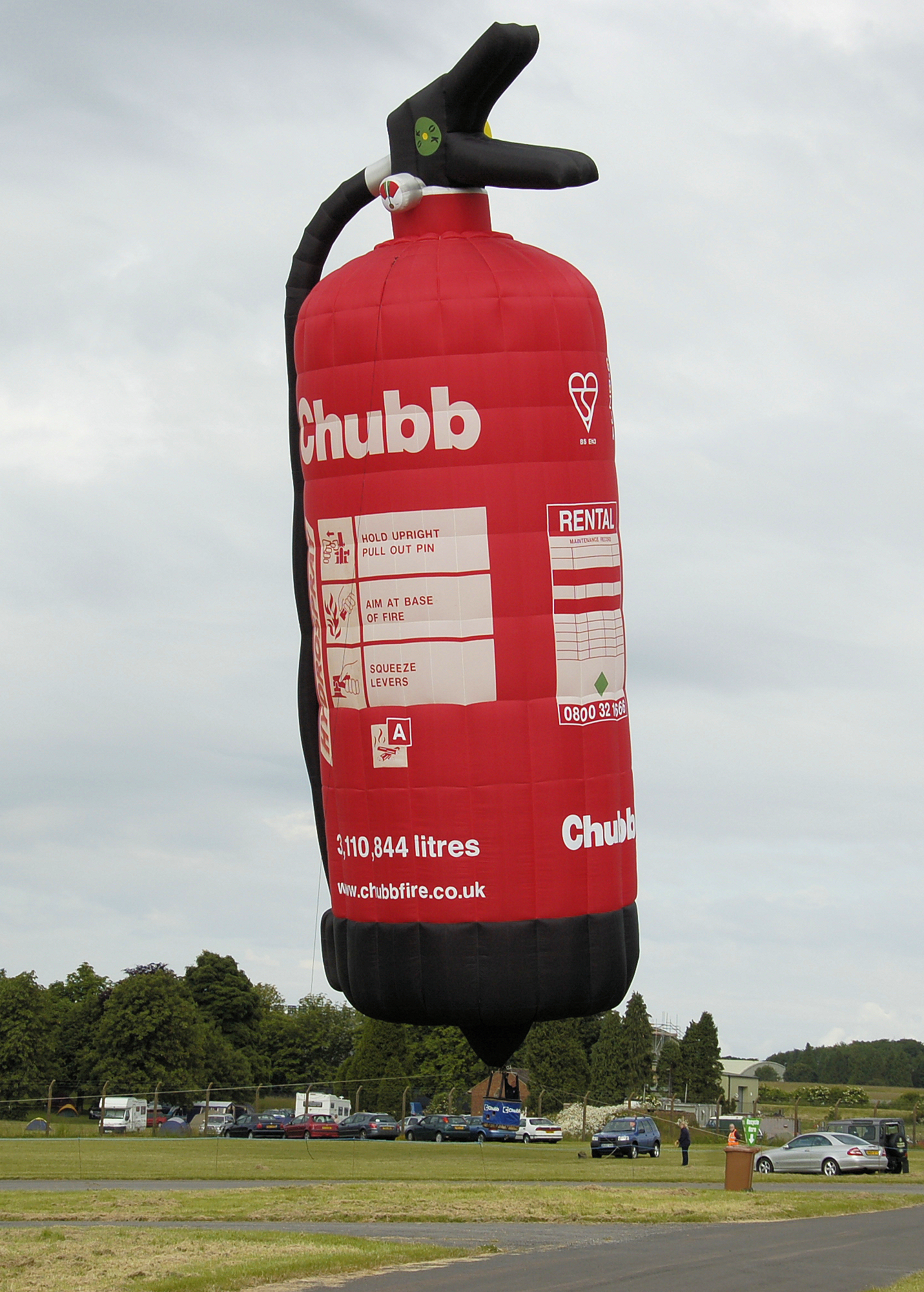
Heteluchtballon in de vorm van een brandblusser
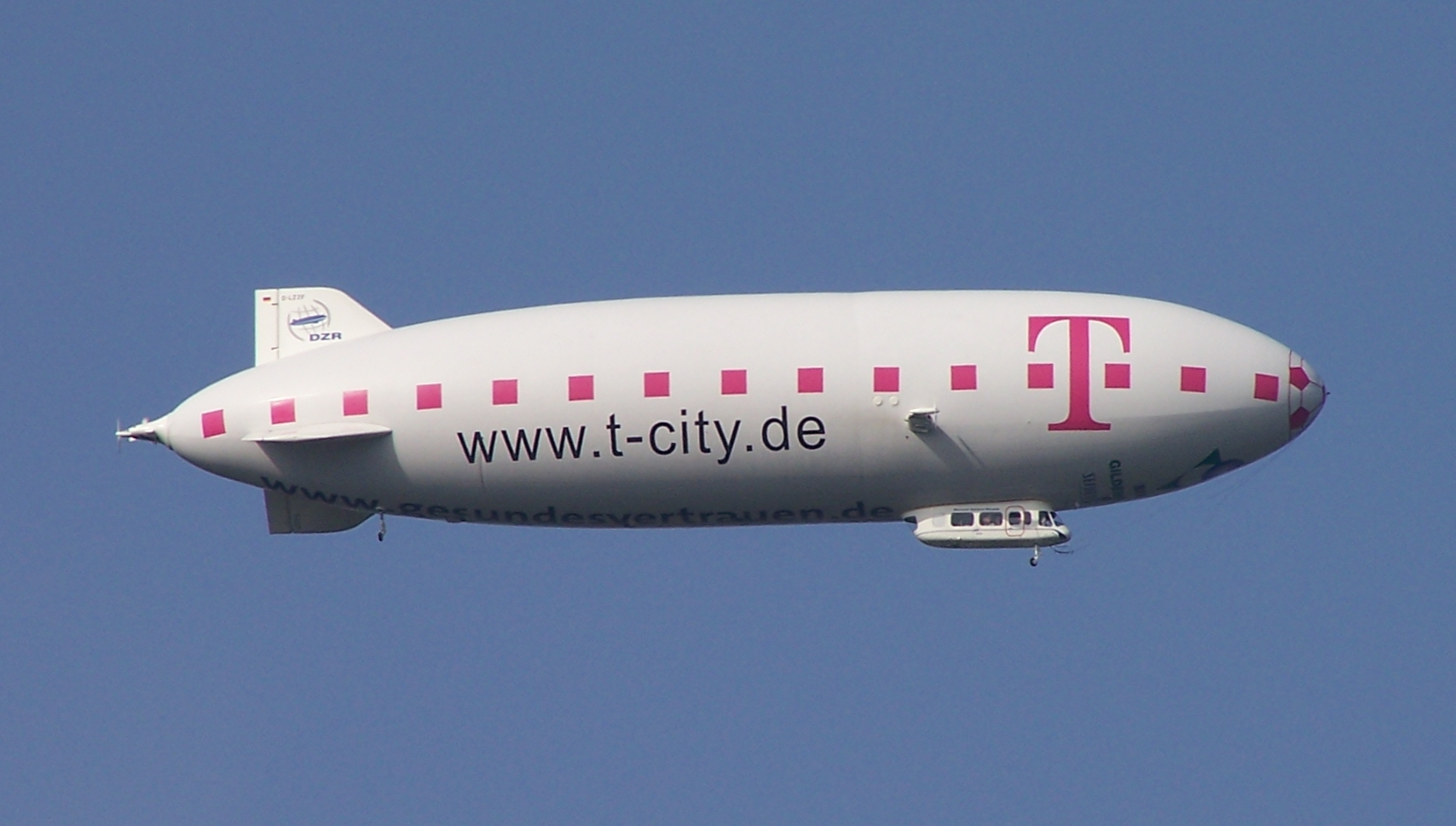
Zeppelin NT met reclamebeschildering